# Enodia (bướm)
Enodia là một chi bướm trong phân họ Satyrinae, họ Nymphalidae.

## Species[1]
- Enodia portlandia (Fabricius, 1781)
- Enodia anthedon (Clark, 1936)
- Enodia creola (Skinner, 1897)